# Liste der Baudenkmale in Ketzin/Havel
In der Liste der Baudenkmale in Ketzin/Havel sind alle denkmalgeschützten Bauten der brandenburgischen Stadt Ketzin/Havel und ihrer Ortsteile aufgelistet. Grundlage ist die Veröffentlichung der Landesdenkmalliste mit dem Stand vom 31. Dezember 2021.

## Legende
In den Spalten befinden sich folgende Informationen:
- ID-Nr.: Die Nummer wird vom Brandenburgischen Landesamt für Denkmalpflege vergeben. Ein Link hinter der Nummer führt zum Eintrag über das Denkmal in der Denkmaldatenbank. In dieser Spalte kann sich zusätzlich das Wort Wikidata befinden, der entsprechende Link führt zu Angaben zu diesem Denkmal bei Wikidata.
- Lage: die Adresse des Denkmales und die geographischen Koordinaten. Link zu einem Kartenansichtstool, um Koordinaten zu setzen. In der Kartenansicht sind Denkmale ohne Koordinaten mit einem roten beziehungsweise orangen Marker dargestellt und können in der Karte gesetzt werden. Denkmale ohne Bild sind mit einem blauen bzw. roten Marker gekennzeichnet, Denkmale mit Bild mit einem grünen beziehungsweise orangen Marker.
- Bezeichnung: Bezeichnung in den offiziellen Listen des Brandenburgischen Landesamtes für Denkmalpflege. Ein Link hinter der Bezeichnung führt zum Wikipedia-Artikel über das Denkmal.
- Beschreibung: die Beschreibung des Denkmales
- Bild: ein Bild des Denkmales und gegebenenfalls einen Link zu weiteren Fotos des Baudenkmals im Medienarchiv Wikimedia Commons

## Denkmalbereich
| ID-Nr.   | Lage          | Bezeichnung                                                                     | Beschreibung | Bild |
| -------- | ------------- | ------------------------------------------------------------------------------- | ------------ | ---- |
| 09150134 | Paretz (Lage) | Satzung zum Schutz des Denkmalbereichs für den Ortsteil Paretz der Stadt Ketzin |              | BW   |

## Baudenkmale in den Ortsteilen

### Etzin
| ID-Nr.            | Lage   | Bezeichnung | Beschreibung | Bild           |
| ----------------- | ------ | ----------- | ------------ | -------------- |
| 09150556 Wikidata | (Lage) | Dorfkirche  |              | weitere Bilder |

### Falkenrehde
| ID-Nr.   | Lage                        | Bezeichnung                                       | Beschreibung                                                      | Bild                                              |
| -------- | --------------------------- | ------------------------------------------------- | ----------------------------------------------------------------- | ------------------------------------------------- |
| 09150052 | (Lage)                      | Ehrenfriedhof für sowjetische Kriegsgefangene     |                                                                   | Ehrenfriedhof für sowjetische Kriegsgefangene     |
| 09150537 | Potsdamer Allee 32 (Lage)   | Rittergut, bestehend aus Herrenhaus und Brennerei |                                                                   | Rittergut, bestehend aus Herrenhaus und Brennerei |
| 09150051 | Potsdamer Straße 37a (Lage) | Dorfkirche                                        | Bau von 1750, 1910 baulich verändert und um den Westturm ergänzt. | weitere Bilder                                    |
| 09150053 | Potsdamer Straße 37a (Lage) | Kirchhofsportal                                   |                                                                   | Kirchhofsportal                                   |

### Gutenpaaren
| ID-Nr.   | Lage                               | Bezeichnung                        | Beschreibung | Bild           |
| -------- | ---------------------------------- | ---------------------------------- | --- | -------------- |
| 09150396 | (Lage)                             | Dorfkirche                         | Die Dorfkirche ist eine Backsteinkirche aus dem 14. Jahrhundert. Im Innenraum steht unter anderem ein Kanzelkorb aus der Zeit um 1700. | weitere Bilder |
| 09150397 | (Lage)                             | Sühnekreuz                         | | Sühnekreuz     |
| 09150734 | (Lage)                             | Transformatorenstation Gutenpaaren | | BW             |
| 09150501 | Gutenpaarener Dorfstraße 22 (Lage) | Wohnhaus und zwei Stallgebäude     | | BW             |
| 09150503 | Dorfstraße 27 (Lage)               | Gutshaus                           | | BW             |

### Ketzin/Havel
| ID-Nr.            | Lage                                                             | Bezeichnung                                                                                              | Beschreibung | Bild |
| ----------------- | ---------------------------------------------------------------- | --- | --- | --- |
| 09150115          | Albrechtstraße 7a (Lage)                                         | Doppelwohnhaus                                                                                           | | Doppelwohnhaus                                                                                           |
| 09150116          | Am Markt 4 (Lage)                                                | Wohnhaus mit zwei Nebengebäuden                                                                          | | Wohnhaus mit zwei Nebengebäuden                                                                          |
| 09150162          | Baustraße 3 (Lage)                                               | Zuckerfabrik mit Trocknungsgebäude und zwei Hallen                                                       | | weitere Bilder                                                                                           |
| 09150121          | Feldstraße (Lage)                                                | Wasserturm                                                                                               | | Wasserturm                                                                                               |
| 09150120          | Feldstraße 9 (Lage)                                              | Wohnhaus                                                                                                 | | Wohnhaus                                                                                                 |
| 09150125          | Plantagenstraße 1 (Lage)                                         | Wohn- und Geschäftshaus                                                                                  | | Wohn- und Geschäftshaus                                                                                  |
| 09150126          | Plantagenstraße 21 (Lage)                                        | Wohn- und Geschäftshaus                                                                                  | | Wohn- und Geschäftshaus                                                                                  |
| 09150455          | Potsdamer Straße (Lage)                                          | Friedhofskapelle                                                                                         | | Friedhofskapelle                                                                                         |
| 09150127          | Potsdamer Straße 4 (Lage)                                        | Vierseitgehöft mit Wohnhaus, linkem und rechtem Wirtschaftsgebäude, rückwärtiger Scheune und Einfriedung | | Vierseitgehöft mit Wohnhaus, linkem und rechtem Wirtschaftsgebäude, rückwärtiger Scheune und Einfriedung |
| 09150128          | Potsdamer Straße 8 (Lage)                                        | Wohnhaus                                                                                                 | | Wohnhaus                                                                                                 |
| 09150539          | Potsdamer Straße 25 (Lage)                                       | Villa „Havelblick“ mit Wirtschaftsgebäuden und Toranlage                                                 | Zweigeschossiger Putzbau mit einem übergiebelten Mittelrisalit und Belvedereturm, 1888 in Anlehnung an den italienischen Villenstil L. Persius’ errichtet. Fassade mit reichem Dekor in spätklassizistischen Formen.                                               | BW |
| 09150132 Wikidata | Rathausstraße (Lage)                                             | Evangelische Stadtkirche St. Petri                                                                       | 1758–1763 als barocke Saalkirche erbaut, der Turm stammt vom Vorgängerbau aus der Zeit um 1200, im Innern ein barocker Orgelprospekt und eine barocke Kanzel. | weitere Bilder                                                                                           |
| 09150129          | Rathausstraße 3 (Lage)                                           | Späthscher Gutshof                                                                                       | | Späthscher Gutshof                                                                                       |
| 09150514          | Rathausstraße 7 (Lage)                                           | Rathaus                                                                                                  | Das Rathaus wurde 1887 als Wirtschaftsgebäude errichtet, bis 1907 war es die Kaiserliche Post. Ab 1911 nach Anbau eines Seitenflügels und des Turmes wurde das Gebäude als Rathaus genutzt. Es ist ein zweigeschossiger Bau mit einem übergiebelten Mittelrisalit. | Rathaus                                                                                                  |
| 09150130          | Rathausstraße 19, Kirchstraße 7, Karl-Liebknecht-Straße 1 (Lage) | Gehöft mit zwei Nebengebäuden (Kirchstraße 7, Karl-Liebknecht-Straße 1)                                  | | Gehöft mit zwei Nebengebäuden (Kirchstraße 7, Karl-Liebknecht-Straße 1)                                  |
| 09150009          | Rathausstraße 20 (Lage)                                          | Wohnhaus mit Einfriedung                                                                                 | | Wohnhaus mit Einfriedung                                                                                 |
| 09150515          | Rudolf-Breitscheid-Straße 3 (Lage)                               | Wohnhaus mit linkem Wirtschaftsgebäude                                                                   | | Wohnhaus mit linkem Wirtschaftsgebäude                                                                   |
| 09150117          | Rudolf-Breitscheid-Straße 5 (Lage)                               | Gehöft mit Nebengebäude                                                                                  | | Gehöft mit Nebengebäude                                                                                  |
| 09150118          | Rudolf-Breitscheid-Straße 8 (Lage)                               | Wohnhaus mit linkem Wirtschaftsgebäude                                                                   | | Wohnhaus mit linkem Wirtschaftsgebäude                                                                   |
| 09150119 Wikidata | Rudolf-Breitscheid-Straße 24 (Lage)                              | Katholische Kirche mit straßenseitiger Einfriedung                                                       | Die katholische Kirche Rosenkranz-Königin wurde von 1910 bis 1911 errichtet, der Entwurf stammt von J. Welz. Es ist ein neugotischer Backsteinbau mit einem 40 Meter hohem Turm. Der Chor ist eingezogen, die Seitenarme sind nur wenig vortreten.                 | weitere Bilder                                                                                           |
| 09150133          | Vorketzin 13 (Lage)                                              | Ziegelei mit Wohnhaus, Stall- und Nebengebäuden, Waschhaus und Einfriedungsmauer                         | | BW |

### Knoblauch
| ID-Nr.   | Lage   | Bezeichnung                      | Beschreibung | Bild |
| -------- | ------ | -------------------------------- | ------------ | ---- |
| 09150730 | (Lage) | Transformatorenstation Knoblauch |              | BW   |

### Paretz
| ID-Nr.   | Lage                                  | Bezeichnung | Beschreibung | Bild                                                                                    |
| -------- | ------------------------------------- | --- | --- | --------------------------------------------------------------------------------------- |
| 09150517 | (Lage)                                | Dorfanlage mit Gutsbereich, Bauernhäusern, Dorfkirche und Schmiede | | Dorfanlage mit Gutsbereich, Bauernhäusern, Dorfkirche und Schmiede                      |
| 09150296 | (Lage)                                | Dorfkirche | Die evangelische Dorfkirche war ursprünglich ein gotischer Bau. In den Jahren 1797 bis 1798 wurde sie umfassend umgebaut. Bei der Neugestaltung der Kirche 1797 stiftete Königin Luise der Kirche ein Orgelpositiv. Im Jahre 1864 baute die Potsdamer Firma Gesell eine größere Orgel ein, deren Werk das Orgelpositiv ersetzte. | weitere Bilder                                                                          |
| 09150424 | (Lage)                                | Schöpfwerk, Schleusenanlage, Außenbau, technische Ausstattung und Außenbau des Transformatorenhauses, am Ortseingang Richtung Uetz | | weitere Bilder                                                                          |
| 09150139 | An der Mühle (Lage)                   | Bockwindmühle | Zum Wohnhaus umgebaut. | Bockwindmühle                                                                           |
| 09150298 | Paretzhofer-Straße 32-36 (Lage)       | Landhaus mit zwei Stallgebäuden, Gartenhaus, alter Wäscherei, Parkresten und Einfriedungsmauer | | BW                                                                                      |
| 09150135 | Parkring (Lage)                       | Friedhof | | Friedhof                                                                                |
| 09150297 | Parkring 1 (Lage)                     | Schloss und Parkanlage Paretz mit allen baulichen und gärtnerischen Anlagen, befestigten und unbefestigten historischen Wegen, Freiflächen und Einfriedungen, darin: - Schloss Paretz - Parkanlage, bestehend aus Schlossgarten sowie dem nördlich des Schlosses gelegenen „Kirchgarten“ und „Rohrhausgarten“ - Saalgebäude - Remise (SPSG) | Das Schloss wurde von 1797 bis 1798 von nach Plänen von David Gilly erbaut. Es ist ein schlichter im klassizistischen Formen erbaut Bau, dabei wurden Teile eines Vorgängerbaues verwendet. Die Pläne für den Park stammen ebenfalls von David Gilly, die Ausführung wurde von Garmatter durchgeführt.                           | weitere Bilder                                                                          |
| 09150438 | Parkring 2, Werderdammstraße 1 (Lage) | Amtshaus (Parkring 2), Schüttboden und Stallgebäude (Werderdammstraße 1) | | Amtshaus (Parkring 2), Schüttboden und Stallgebäude (Werderdammstraße 1)                |
| 09150203 | Parkring 13 (Lage)                    | Glasmosaiken, im Gebäude | | BW                                                                                      |
| 09150295 | Parkring 21 (Lage)                    | Schmiede (Gaststätte „Gotisches Haus“) | Das sogenannte „Gotische Haus“ wurde 1803 erbaut. Es war die Schmiede des Dorfes. Seit 1910 befindet sich hier eine Gaststätte. Es ist ein Putzbau mit einem rechteckigen Grundriss und einem Krüppelwalmdach. Der Saalanbau stammt aus dem Jahr 1910.                                                                           | Schmiede (Gaststätte „Gotisches Haus“)                                                  |
| 09150445 | Parkring 23, 24 (Lage)                | Gasthof mit Stallgebäude und Gartenknechtshaus | | Gasthof mit Stallgebäude und Gartenknechtshaus                                          |
| 09150550 | Werderdammstraße 6, 8 (Lage)          | Wohnhaus (Familienhaus) | | Wohnhaus (Familienhaus)                                                                 |
| 09150499 | Werderdammstraße 7 (Lage)             | Stallgebäude | | BW                                                                                      |
| 09150476 | Werderdammstraße 12 (Lage)            | Vierseitgehöft (Gasthof „Zum Prinzen Heinrich“) mit Haupthaus, zwei Stallgebäuden und Scheune | | BW                                                                                      |
| 09150477 | Werderdammstraße 16, 18 (Lage)        | Gehöft mit Wohnhaus, Scheune, Stall (heute Wohnhaus) und vier bauzeitlichen Torpfeilern | | Gehöft mit Wohnhaus, Scheune, Stall (heute Wohnhaus) und vier bauzeitlichen Torpfeilern |

### Tremmen
| ID-Nr.   | Lage                             | Bezeichnung                                                                                               | Beschreibung | Bild |
| -------- | -------------------------------- | --- | --- | --- |
| 09150487 | K6306, 14669 Ketzin/Havel (Lage) | Ganzmeilenobelisk, an einem Feldweg                                                                       | | Ganzmeilenobelisk, an einem Feldweg                                                                       |
| 09150703 | Hauptstraße 3/4 (Lage)           | Gehöft mit Wohnhaus, Gesindehaus, zwei Stallgebäuden und straßenseitiger Einfriedungsmauer mit Torpfosten | | Gehöft mit Wohnhaus, Gesindehaus, zwei Stallgebäuden und straßenseitiger Einfriedungsmauer mit Torpfosten |
| 09150698 | Heerstraße 4 (Lage)              | Gehöft mit Wohnhaus, zwei Ställen, Scheune und Hofpflasterung                                             | | BW |
| 09150460 | Heerstraße 5 (Lage)              | Gehöft mit Wohnhaus, zwei Ställen und Zaun                                                                | | Gehöft mit Wohnhaus, zwei Ställen und Zaun                                                                |
| 09150374 | Schulstr./ Hauptstr. (Lage)      | Dorfkirche (Wallfahrtskirche)                                                                             | Die evangelische St.-Marien-Kirche, ein einschiffiger kreuzförmiger gewölbter Backsteinbau, wurde im 15. Jahrhundert im spätgotischen Stil als Wallfahrtskirche errichtet. Die beiden Türme wurden 1724 im barocken Stil erhöht und mit Zwiebelhauben versehen. Am Westgiebel der Kirche befindet sich eine Außenkanzel, von der aus vorbeiziehenden Pilgern und Gläubigen der Segen erteilt wurde. | weitere Bilder                                                                                            |

### Zachow
| ID-Nr.   | Lage   | Bezeichnung       | Beschreibung | Bild           |
| -------- | ------ | ----------------- | ------------ | -------------- |
| 09150395 | (Lage) | Dorfkirche Zachow |              | weitere Bilder |